# Katharina Scholz-Manker
Katharina Maria Hildegard Ludmilla Scholz-Manker (* 29. August 1956 in Wien) ist eine österreichische Schauspielerin und Theaterpädagogin.

## Leben
Scholz-Manker ist die Tochter der Schauspielerin Hilde Sochor und des Bühnenbildners, Regisseurs und Theaterdirektors Gustav Manker sowie die Schwester des Schauspielers und Regisseurs Paulus Manker.
Ihre Karriere begann mit Engagements am Theater der Jugend. Es folgten Auftritte am deutschen Theater Göttingen, am Volkstheater Wien sowie diverse Arbeiten für das Fernsehen, unter anderem als „Corinna“ im gleichnamigen ORF-Fernsehfilm sowie in den Serien Kaisermühlen Blues und Tatort.
Heute ist Scholz-Manker neben ihrer schauspielerischen Tätigkeit auch als Theaterpädagogin im österreichischen Theatermuseum tätig und außerdem immer wieder in verschiedenen Lesungen zu sehen.

## Theater (Auswahl)
- 1977: Mutter Courage und ihre Kinder, Regie: Jürgen Kaizik – Sommerspiele Perchtoldsdorf
- 1977: Kannst du zaubern, Opa?, Regie: Klaus Rott – Theater der Jugend
- 1977: Peter Pan, Regie: Edwin Zbonek – Theater an der Wien
- 1979: Der zerbrochne Krug, Regie: Jürgen Kaizik – Sommerspiele Perchtoldsdorf
- 1980: Gaulschreck im Rosennetz, Regie: Erwin Piplits – Serapionstheater
- 1982: Amadeus, Regie: Martin Waltz – Deutsches Theater Göttingen
- 1983: Was ihr wollt, Regie: Jan Kulczynski – Deutsches Theater Göttingen
- 1986: Liliom, Regie: Dietmar Pflegerl –  Volkstheater Wien, Festwochenproduktion
- 1987: Der Widerspenstigen Zähmung, Regie: Michael Schottenberg – Theater im Kopf
- 1988: Peer Gynt, Regie: Michael Schottenberg – Theater im Kopf
- 1990: Die Natur des Gegners, Regie: Johanna Tomek – Theater m.b.H. (Uraufführung)
- 1992: Sturm im Wasserglas, Regie: Hilde Sochor – Volkstheater in den Außenbezirken
- 1993/94: Lila, Regie: Hilde Sochor – Volkstheater in den Außenbezirken
- 1995: Ein Sommernachtstraum, Regie: Werner Prinz – Waldviertler Hoftheater
- 1996: Der Alpenkönig und der Menschenfeind, Regie: Michael Gruner – Volkstheater Wien, Festwochenproduktion
- 1999/2000: Ein Walzertraum, Regie: Robert Herzl – Volksoper Wien
- 2001: Die gold’ne Meisterin, Regie: Marion Dimali – Kammeroper Wien
- 2008/2009: Paradiso, Regie: Mathias Levefre – stadtTheater walfischgasse (Uraufführung)

## Filmografie (Auswahl)
- 1985: Corinna – Regie: Susanne Zanke
- 1998: Kaisermühlen Blues (Fernsehserie, Folge 6x08 Missverständnisse)
- 1999: Tatort – Absolute Diskretion (Fernsehreihe) – Regie: Peter Payer

## Preise und Auszeichnungen
- 1987: Förderpreis im Rahmen der Kainz-Medaille für die Rolle des Tranio in Der Widerspenstigen Zähmung[2][3]